# World Sight Day
World Sight Day är en årlig återkommande dag som syftar till att uppmärksamma ögonhälsa för att minska blindhet bland människor runt om i världen. World Sight Day organiseras bland andra av Världshälsoorganisationen, The International Agency for the Prevention of Blindness  samt en rad experter och andra aktörer inom optik och ögonhälsa. Satsningen är en del i det långsiktiga arbetet inför Vision 2020 .
2010 ägde World Sight Day rum den 14 oktober.